# Борделонвілл (Луїзіана)
Борделонвілл (англ. Bordelonville) — переписна місцевість (CDP) в США, в окрузі Авуаель штату Луїзіана. Населення — 458 осіб (2020).

## Географія
Борделонвілл розташований за координатами 31°6′4″ пн. ш. 91°54′2″ зх. д. / 31.10111° пн. ш. 91.90056° зх. д. (31.101164, -91.900470).  За даними Бюро перепису населення США в 2010 році переписна місцевість мала площу 11,26 км², уся площа — суходіл.

## Демографія
Згідно з переписом 2010 року, у переписній місцевості мешкало 525 осіб у 231 домогосподарстві у складі 142 родин. Густота населення становила 47 осіб/км².  Було 271 помешкання (24/км²).
Расовий склад населення:
| - 88,6 % — білих - 10,7 % — чорних або афроамериканців - 0,6 % — корінних американців |

До двох чи більше рас належало 0,0 %. Частка іспаномовних становила 0,6 % від усіх жителів.
За віковим діапазоном населення розподілялося таким чином: 23,6 % — особи молодші 18 років, 60,6 % — особи у віці 18—64 років, 15,8 % — особи у віці 65 років та старші. Медіана віку мешканця становила 42,1 року. На 100 осіб жіночої статі у переписній місцевості припадало 86,8 чоловіків;  на 100 жінок у віці від 18 років та старших — 85,6 чоловіків також старших 18 років.
Середній дохід на одне домашнє господарство  становив 36 566 доларів США (медіана — 24 459), а середній дохід на одну сім'ю — 38 023 долари (медіана — 19 519). За межею бідності перебувало 57,9 % осіб, у тому числі 100,0 % дітей у віці до 18 років та 0,0 % осіб у віці 65 років та старших.
Цивільне працевлаштоване населення становило 291 особа. Основні галузі зайнятості: мистецтво, розваги та відпочинок — 25,8 %, роздрібна торгівля — 14,4 %, сільське господарство, лісництво, риболовля — 13,1 %.